# Stefano Miceli

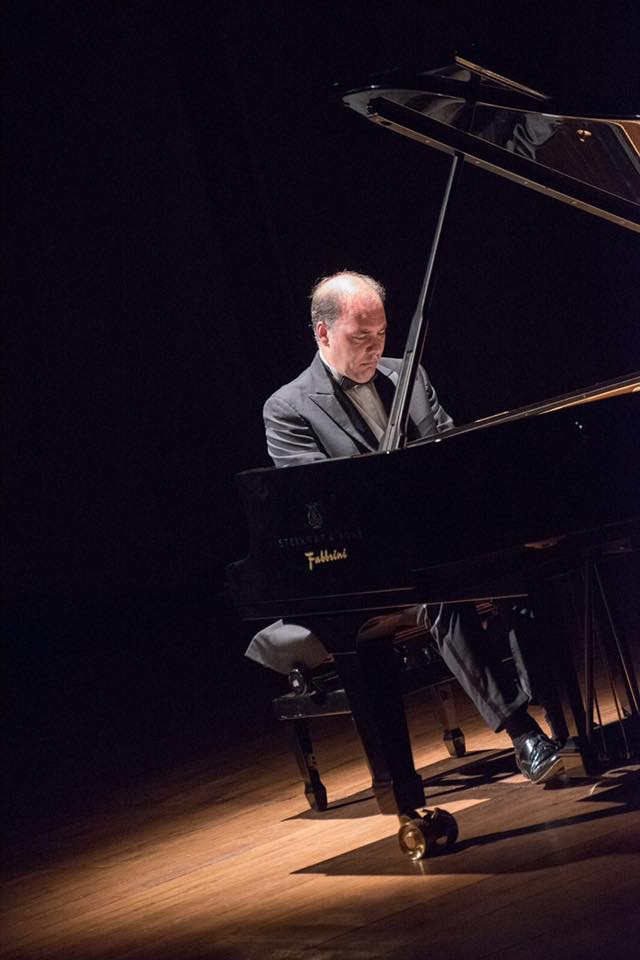
Piano recital in Milan, 2015

Stefano Miceli (14 de abril de 1975) é um dos mais apreciados pianistas e maestros italianos na cena internacional.
Ele começou seus estudos de piano com cinco anos de idade e formou-se com honras pelo Conservatório “San Pietro a Majella”, em Nápoles, onde herdou os preciosos ensinamentos da escola de Vincenzo Vitale. Mais tarde, aperfeiçoou-se na Escola de Música de Fiesole e na Universidade Católica de Washington DC, onde recebeu o título de "Doutor". Depois de estudar composição, formou-se com honras em regência com Donato Renzetti. Miceli apresentou-se nas mais prestigiadas salas de concerto e teatro do mundo: Carnegie Hall em Nova York, Gewandhaus de Lipsia, Berliner Philarmonie, Great Hall e Federation Hall de Melbourne, Teatro La Fenice em Veneza, Tsai Performance Center de Boston, Forbidden City Concert Hall de Pequim, Le Petit Teatre de Nova Orleans, PopeJoy Theatre em Albuquerque, Atkison Theatre em Las Cruces, B. Rohme Theatre de Washington DC,  Teatro Belles Artes e Urdaneda Auditorium  na Venezuela, Tel Aviv Auditoruim, Stankovic Hall, em Belgrado, Festivais de Lugano, Vaticano, Ravello, Cervo, Tivoli, Sala da Filarmônica de Rovereto e teatros em Ancona, Bergamo, Jesi, Catania, Roma, Napoli, Trento, Padova, Milão e Genova.
Artista eclético, Stefano Miceli desempenha papéis como pianista e maestro, abraçando no repertório, da ópera ao ballet e a estréia de repertório sinfônico e pianistico com obras a ele dedicadas. Mostra especial sensibilidade para a "sonata italiana" e a figura de Franz Liszt. O crítico Picayune o chama no The Times de “um virtuoso de Liszt, mas nobre”.  O músico Barrymore Scherer, do Wall Street Journal diz dele: “Um pianista do passado com sentido de rubato, o qual lembra os grandes intérpretes do primeiro novecentos.” 
Stefano Miceli foi Principal Guest Conductor da Leipzig Philharmonic Orchestra al Gewandhaus de Leipzig. Atualmente é o Maestro Principal da Dallas Virtuosi Orchestra. A partir 2008 é diretor musical da Orchestra Sinfônica Italiana. Na cena americana, Miceli é Recording Artist pelo selo americano Centaur Records, onde está gravando a ópera pianistica de Cherubini, Clementi e Cimarosa transcrita em estilo moderno e gravadas no piano Steinway histórico, o qual pertenceu a Arturo Benedetti Michelangeli, que se encontra no Museus Mazzuchelli di Brescia. Está gravando “Cuatro estaciones porteñas” de Piazzolla, com a sua transcrição para piano e orquestra. 
Desde 2010 é Distingueshed Professor da Universidade de Boston. Em 2012 recebeu o Premio “Bravo Award” em Nova York por sua contribuição musical na cena americana.
É testimonial da fundação Steinway & Sons de  Hamburgo, Alemanha, com o título de Steinway Artist.   
Em 15 de dezembro de 2008, em Roma, Stefano Miceli recebeu a Medalha de Prata do presidente italiano Giorgio Napolitano.

## Prêmios
- 2008 Medalha de Prata do presidente italiano Giorgio Napolitano (Roma, Itália)
- 2008 Premio Pugliesi nel Mondo (Bari, Italia)
- 2011 Steinway Artist ( Amburgo,Alemanha)
- 2012 Bravo Award (Nova York)

## Posições artísticas
- Director Musical Adelphi Symphony Orchestra New York (2019- current)
- Principal Guest Artist and Conductor Leipzig Philharmonic Orchestra,Alemanha,(2009 - 2011)
- Principal Guest Artist and Conductor Orchestra Cameristi della Fenice di Venezia, Venezia, Italia (2004 - 2007)
- Conductor in Residence Orchestra Filarmonica Italiana,Italia (2010)
- Diretor Musical Orchestra Sinfonica Italiana , Italia(dal 2008)
- Conselheiro artístico Melbourne Italian Festival, Melbourne (2007-2009)
- Director Artístico Bergamo Classica Festival, Italia(dal 2004)
- Director Artístico MIF PRIZE Competition Italy and Australia,  Australia (2008)
- Fundador e Director Artístico Bergamo Festival Internazionale della Cultura, Italia,  (2010 - 2011)